# Albert Montañés i Roca
Albert Montañés (la Ràpita, 26 de novembre de 1980) és un tennista català. Durant la seva carrera com a professional, en la qual ha arribat a ser el 22è millor classificat del rànquing ATP, i es va mantenir entre els 100 millors tennistes durant tretze temporades consecutives (2001-2013). Ha guanyat sis títols ATP individuals i dos en dobles. S'ha manifestat molts cops públicament a favor del procés d'independència de Catalunya.
Es va retirar el 26 d'abril de 2017 després de ser eliminat en segona ronda del torneig Comte de Godó, al qual va participar gràcies a una invitació per part de l'organització.

## Palmarès: 8 (6−2)

### Individuals: 11 (6−5)
| Llegenda (pre/post 2009)                                 |
| -------------------------------------------------------- |
| Grand Slams (0−0)                                        |
| Tennis Masters Cup / ATP Finals (0−0)                    |
| ATP Masters Series / ATP World Tour Masters 1000 (0−0)   |
| ATP International Series Gold / ATP World Tour 500 (0−1) |
| ATP International Series / ATP World Tour 250 (6−4)      |

| Títols per superfície |
| --------------------- |
| Dura (0−0)            |
| Gespa (0−0)           |
| Terra batuda (6−5)    |

| Resultat  | Núm. | Data                   | Torneig                   | Superfície   | Oponent en la final | Marcador            |
| --------- | ---- | ---------------------- | ------------------------- | ------------ | ------------------- | ------------------- |
| Finalista | 1.   | 16 de setembre de 2001 | Bucarest, Romania         | Terra batuda | Younes El Aynaoui   | 6−7(5), 6−7(2)      |
| Finalista | 2.   | 19 d'abril de 2004     | València, Espanya         | Terra batuda | Fernando Verdasco   | 6−7(5), 3−6         |
| Finalista | 3.   | 27 de febrer de 2005   | Acapulco, Mèxic           | Terra batuda | Rafael Nadal        | 1−6, 0−6            |
| Finalista | 4.   | 30 d'abril de 2007     | Casablanca, Marroc        | Terra batuda | Paul-Henri Mathieu  | 1−6, 1−6            |
| Guanyador | 1.   | 20 de juliol de 2008   | Amersfoort, Països Baixos | Terra batuda | Steve Darcis        | 1−6, 7−5, 6−3       |
| Guanyador | 2.   | 10 de maig de 2009     | Estoril, Portugal         | Terra batuda | James Blake         | 5−7, 7−6(6), 6−0    |
| Guanyador | 3.   | 27 de setembre de 2009 | Bucarest                  | Terra batuda | Juan Mónaco         | 7−6(2), 7−6(6)      |
| Guanyador | 4.   | 9 de maig de 2010      | Estoril (2)               | Terra batuda | Frederico Gil       | 6−2, 6−7(4), 7−5    |
| Guanyador | 5.   | 18 de juliol de 2010   | Stuttgart, Alemanya       | Terra batuda | Gaël Monfils        | 6−2, 1−2 i retirada |
| Finalista | 5.   | 6 d'agost de 2011      | Kitzbühel, Àustria        | Terra batuda | Robin Haase         | 4−6, 6−4, 1−6       |
| Guanyador | 6.   | 25 de maig de 2013     | Niça, França              | Terra batuda | Gaël Monfils        | 6−0, 7−6(3)         |

### Dobles: 6 (2−4)
| Llegenda (pre/post 2009)                                 |
| -------------------------------------------------------- |
| Grand Slams (0−0)                                        |
| Tennis Masters Cup / ATP Finals (0−0)                    |
| ATP Masters Series / ATP World Tour Masters 1000 (0−0)   |
| ATP International Series Gold / ATP World Tour 500 (0−0) |
| ATP International Series / ATP World Tour 250 (2−4)      |

| Títols per superfície |
| --------------------- |
| Dura (1−0)            |
| Gespa (0−0)           |
| Terra batuda (1−4)    |

| Resultat  | Núm. | Data                 | Torneig                 | Superfície   | Parella                | Oponents en la final             | Marcador         |
| --------- | ---- | -------------------- | ----------------------- | ------------ | ---------------------- | -------------------------------- | ---------------- |
| Finalista | 1.   | 29 de gener de 2007  | Viña del Mar, Xile      | Terra batuda | Rubén Ramírez Hidalgo  | Paul Capdeville Óscar Hernández  | 6−4, 4−6, [6−10] |
| Finalista | 2.   | 12 de febrer de 2007 | Costa do Sauípe, Brasil | Terra batuda | Rubén Ramírez Hidalgo  | Lukáš Dlouhý Pavel Vízner        | 2−6, 6−7(4)      |
| Finalista | 3.   | 18 de febrer de 2007 | Buenos Aires, Argentina | Terra batuda | Rubén Ramírez Hidalgo  | Sebastián Prieto Martín García   | 4−6, 2−6         |
| Finalista | 4.   | 11 de febrer de 2008 | Costa do Sauípe (2)     | Terra batuda | Santiago Ventura       | Marcelo Melo André Sá            | 6−4, 2−6, [7−10] |
| Guanyador | 1.   | 29 d'abril de 2008   | Casablanca, Marroc      | Terra batuda | Santiago Ventura       | James Cerretani Todd Perry       | 6−1, 6−2         |
| Guanyador | 2.   | 8 de gener de 2010   | Doha, Qatar             | Dura         | Guillermo García-López | František Čermák Michal Mertiňák | 6−4, 7−5         |

## Trajectòria

### Individual
| Torneig | 2001 | 2002 | 2003 | 2004 | 2005 | 2006 | 2007 | 2008 | 2009 | 2010 | 2011 | 2012 | 2013 | 2014 | 2015 | 2016 | Títols  | V – D   |
| --- | ---- | ---- | ---- | ---- | ---- | ---- | ---- | ---- | ---- | ---- | ---- | ---- | ---- | ---- | ---- | ---- | ------- | ------- |
| Open d'Austràlia | A    | 1R   | 2R   | 1R   | 1R   | 1R   | 1R   | 1R   | 1R   | 3R   | 2R   | 1R   | 1R   | 1R   | A    | A    | 0 / 13  | 4–13    |
| Roland Garros | 3R   | 3R   | 1R   | A    | 2R   | 3R   | 3R   | 2R   | 1R   | 3R   | 4R   | 1R   | 2R   | 1R   | Q    | 1R   | 0 / 14  | 16–14   |
| Wimbledon | A    | 1R   | 1R   | 2R   | 1R   | 1R   | 1R   | 2R   | 3R   | 3R   | 1R   | 1R   | 1R   | A    | Q    | 1R   | 0 / 13  | 6–13    |
| US Open | A    | 1R   | 1R   | 1R   | 2R   | 1R   | 1R   | 1R   | 1R   | 4R   | 1R   | 1R   | 1R   | 1R   | Q    | Q    | 0 / 13  | 4–13    |
| Rànquing a final d'any | 65   | 78   | 81   | 99   | 71   | 85   | 46   | 45   | 31   | 25   | 53   | 96   | 63   | 108  | 116  | 335  | 255–287 | 255–287 |
| Llegenda: G: Guanyador; F: Finalista; SF: Semifinalista; QF: Quarts de final; Q: Qualificació; A: Absent; RR: Round Robin |      |      |      |      |      |      |      |      |      |      |      |      |      |      |      |      |         |         |